# Šerovo
Šerovo este o localitate din comuna Šmarje pri Jelšah, Slovenia, cu o populație de 116 locuitori.